# Giacomo Albarelli
Giacomo Albarelli (1570-1580 – 1644) è stato un pittore italiano, attivo a Venezia tra il XVI e il XVII secolo.

## Biografia e opere
Le notizie biografiche sono scarse e contraddittorie: si sa che fu allievo e collaboratore di Palma il Giovane per trentaquattro anni, mentre non si conoscono notizie anagrafiche; è comunque documentato come vivente fino al 1638. Lo Zanetti gli attribuì solo un Battesimo di Cristo (andato perduto) nella chiesa di Ognissanti a Venezia. Il Ridolfi considera suo il busto di Palma il Giovane collocato nel 1621 sulla sua sepoltura nella Basilica dei Santi Giovanni e Paolo; di conseguenza potrebbe essere dell'Albarelli anche quello di Palma il Vecchio, collocato accanto.